# Perala
Perala is een geslacht van rechtvleugeligen uit de familie veldsprinkhanen (Acrididae). De wetenschappelijke naam van dit geslacht is voor het eerst geldig gepubliceerd in 1921 door Sjöstedt.

## Soorten
Het geslacht Perala  is monotypisch en omvat slechts de volgende soort:
- Perala viridis (Sjöstedt, 1921)